# Lupe Balazos
Lupe Balazos es una película de comedia mexicana de 1964 dirigida por Chano Urueta. Está protagonizada por Lucha Moreno y Julio Aldama.

## Reparto
- Lucha Moreno como Lupe Rivas
- Julio Aldama como Marcelo Santos
- Daniel «Chino» Herrera como El Chino
- León Michel como Dr. Luis
- Susana Cabrera como Nana Chole
- Agustín Isunza como Tiburcio
- Armando Acosta como Delegado
- Jesús Gómez como Güero Ramos
- Adolfo Aguilar como Capitán
- Leonor Gómez
- María de los Ángeles Loya como Lucía Rivas («La Consentida»)

### No acreditados
- Magdaleno Barba como Secuaz del Güero
- José Chávez Abundiz como Invitado fiesta
- Salvador Godínez como Sacerdote
- María Antonieta Murillo como Invitada fiesta
- Amelia Rivera como Invitada fiesta
- Ignacio Solorzano como Renco